# Emil August von Schleswig-Holstein-Sonderburg-Augustenburg
Emil August von Schleswig-Holstein-Sonderburg-Augustenburg (* 3. August 1722 in Augustenburg; † 6. Dezember 1786 ebenda) war königlich-dänischer General der Infanterie.

## Leben
Seine Eltern waren Herzog Christian August und dessen Ehefrau Friederike Luise von Danneskiold-Samsoe (1699–1744).
Er ging zunächst in holländische Dienste und kam 1747 in dänische Dienste. Er wurde Oberst des Seeländischen Infanterie-Regiments. Er wurde 1750 Generalmajor, 1755 Generalleutnant und 1763 General, dazu erhielt er am 31. März 1763 den Elephanten-Orden. Im Jahr 1784 erhielt er seine Entlassung und starb 1786 unverheiratet.